# 都市伝説一覧
都市伝説一覧では、主な都市伝説を一覧にして列挙する。

## 生物
下水道に棲む巨大（白い）ワニ
ペットとして仔ワニを飼っていた人間が、もてあまして下水道に捨てたところ、暖かく栄養も豊富な下水の環境に適応して巨大に成長してしまったという都市伝説。

### 未確認生物
生物学的に存在が証明されていない動物のことを「未確認生物」（略称・UMA）と呼ぶ。以下ではその中でも都市伝説として広く話題になったUMAを取り上げる。
南極のニンゲン・ヒトガタ
南極に現れるとされる未確認動物。
ツチノコ
日本各地で目撃談が続出したUMA。捜索活動が日本中で行われ、それなりの社会現象になった。

人面犬
顔が人間で体が犬で話しかけると「ほっといてくれ」といって立ち去る。80年代後半に流行った生物。

## 政治・軍事
宇宙開発競争の裏側
冷戦下のアメリカ、ソ連間における技術競争の目玉である宇宙開発で、その成否は国家の権威に直結することから、失敗の隠蔽や成功の捏造などが行われていたというもの。主な例として「アポロの月面到達の捏造」などがある。
フォント「Wingdings」の暗号
世界貿易センタービル（WTC）の住所である「ニューヨーク市クイーンズ通り33番地」を略した「Q33NY」をWingdingsで表示すると飛行機・二つのビル・髑髏・ダビデの星が表示されるように見えるため、アメリカ同時多発テロ事件と何らかの関係があるとする都市伝説がある。しかし、ビルとされる形の絵文字は見ようによってはビルにも見えるが、実際には書類を示すものであり、そもそも「Q33NY」はWTCの住所ではない。そもそもマンハッタンに「クイーンズ通り」は存在しない。在りし日のWTCの所在地はニューヨーク市アルバニー通り1番である。

## 交通

### 道路
環状七号線戦車走行説
環状七号線は有事の際に軍事転用が可能で、戦車が走行できるよう高架が頑丈に作られている、というもの。

### 自動車

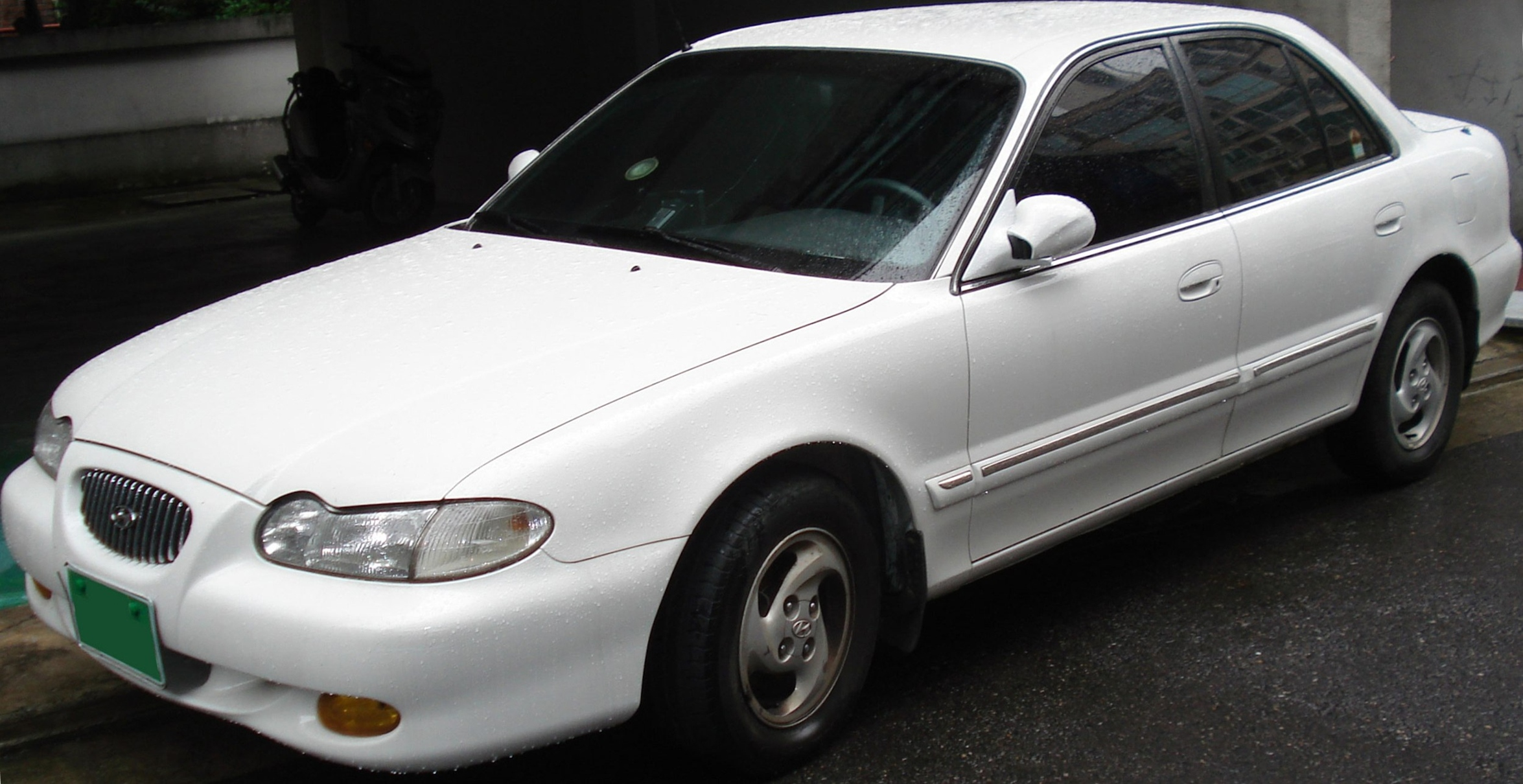
ヒュンダイ・ソナタIII

ロールス・ロイスは壊れない
ある大富豪がロールス・ロイスを運転して砂漠を横断中、ドライブシャフトが折れて立ち往生する。用心のため積んでいた無線機で同社に連絡すると、飛行機で現れた作業員が新車を置いて立ち去ってしまう。後日、いつまで経っても連絡や請求が来ないため問い合わせたところ、「お客様、ロールス・ロイスは故障いたしません」と言われる。ラドヤード・キップリングの書いた体験談を元に、同社の品質へのこだわりを誇張した話である。イギリス発祥だが、アメリカやドイツのメーカーのバージョンもある。
ソウル大学合格を呼ぶヒュンダイ・ソナタのエンブレム
韓国における、ヒュンダイ・ソナタIII（SonataIII）、およびメルセデス・ベンツ・Sクラスのエンブレムと大学受験に関する都市伝説。
「エンブレムの'S'を持っていればソウル大学に合格できる」「'III'を取れば大学修学能力試験で300点以上は取れる」と言うもので、一時期、この迷信が発端でソナタIIIのエンブレムを持つ現象が発生した。中には「駐車されていたソナタのエンブレムを高校生たちが剥ぎ取った」「その被害車両のエンブレムをヒュンダイが無料交換した」という話まであった。
この現象は韓国向けヒュンダイ公式YouTubeチャンネルで2015年7月に公開されたソナタのブランドヒストリームービーでも触れられており、エンブレム「S」と「III」が剥ぎ取られたソナタIIIが映し出されている 。

トヨタ・センチュリーの購入制限
トヨタ・センチュリーは購入者の身元を審査しているという都市伝説があったが、これは初代センチュリーに複雑な機構を採用したため、定期的なメンテナンスを受けられるかを聞いていたのが原因とされる。
白いソアラ
中古車店で格安のトヨタ・ソアラが売られていたが、このクルマは事故車でしかも運転者が死亡した、というもの。
幸福のフォルクスワーゲン
フォルクスワーゲン・タイプ1（ビートル）を見た者はその日『幸運に恵まれる』というもの。「特定の色」（黄色が多い）、「台数」「見るではなく触る」など、地域ごとにバリエーションがある。
飛脚のふんどし
佐川急便のトラックの車体に描かれている飛脚のふんどしや尻に触れると幸運が訪れる、というもの。
霊柩車と親指
霊柩車が走っているのを見た場合、親指を隠さないと親の死に目に会えない、というもの。
黄色い救急車

### 鉄道
千代田線核シェルター説
東京メトロ千代田線、特に国会議事堂前駅は、皇族や国会議員、中央官庁関係者用の核シェルターである、というもの。これは、千代田線国会議事堂駅が地上から非常に深い地下に位置（37.9m）し、東京メトロの駅の中では一番深い場所に存在するためで、都営大江戸線が開業するまでは日本の地下鉄で一番深い駅でもあった。千代田線は公式には核シェルターとはされていないが、日本国外の地下鉄や地下街などには、実際に核シェルターの機能を果たすものもある。
有楽町線軍用路線説
東京メトロ有楽町線は、防衛省（旧：東部方面総監部）のある市ヶ谷駐屯地に近い市ケ谷駅から、国会に近い永田町駅、警視庁に近い桜田門駅を経て湾岸地帯まで続いているが、それらは有事の際に軍事物資や人員を運搬するために作られた、というもの。また市ケ谷駅から北に向かうと、練馬駐屯地（平和台駅）、朝霞駐屯地（和光市駅）など陸上自衛隊の駐屯地が沿線に複数存在するため「有事には有楽町線のトンネルに戦車が乗り入れられるようになっている」とするものもある。
しかし、トンネルの断面が営団7000系電車ほか後継車種に共通の車体幅2,800mmの車両限界ぎりぎりに作られていることからわかるとおり（よって地下鉄で避難の際には列車前方に出る。駅以外では車体側方には出られない）、西側諸国の軍用車両の標準である幅3.15m以上の物体の通過は物理的に不可能であるため、この点と矛盾する。かつて自衛隊では道路事情上の制約のため戦車の鉄道輸送を考慮し、61式戦車まで横幅を在来線の車両限界である3m以下としていたが、道路事情が改善されたため74式戦車以降は列車輸送を諦めている。
きさらぎ駅
2ちゃんねるで遠州鉄道の利用者が実況形式の投稿で語った架空の鉄道駅、ならびに同駅やその他の類似の架空の駅に訪れたとする怪奇体験談の総称。

### 航空
着陸はハードランディングが正しい
航空機が着陸する際には強く接地するハードランディングが正解というもの。これは旅客機のパイロットが操縦ミスによるハードランディングの言い訳として客室乗務員に話した内容が一般にも広まったことが原因とされる。
本来は接地直前に機首の引き起こし操作（フレアー）を行い、ソフトランディングすることで機体へのダメージを減らし不快な揺れを抑えるのが正しいが、日本の航空技能審査では着陸時に着陸帯を超えると不合格となる例が増えたこともあり、定点着地を優先したハードランディングが常識化している。
サンチアゴ航空513便事件
行方不明になっていた旅客機が35年後に白骨死体を載せたまま突然現れたと主張する架空事件。ジョーク記事をバラエティ番組が取り上げたことで広まった。

### 船舶
船のすり替え
氷山に接触して沈没した客船タイタニックと同型船のオリンピックがすり替えられたという説。宣伝写真の誤った解釈に基づくものであるが、オリンピックが接触事故を起こしていたため「廃船にする予定だったが、タイタニックとすり替えることで保険金を手に入れることにした」という後付けの説明もある。

灯台と軍艦の都市伝説
大型の軍艦が、他の船舶が衝突コースを進んでいると誤認し針路を変えろと要求するが、相手は灯台だったというもの。

メアリー・セレスト
後世における脚色や創作により都市伝説化している。

## 教育、学問、職業

### 医学
耳は災いの元
解剖実習時に献体から切除した耳を壁に貼り付け、「壁に耳あり」とふざけた医学生が不謹慎として退学になった、というもの。
死体洗いのアルバイト
病院などで遺体をホルマリンで洗う高報酬のアルバイトが存在する、というもの。
骨折実験
完治までの臨床データを提供するため、人体実験として骨折させられるアルバイトが存在する、というもの。

### 考古学

#### 北京原人の骨
北京原人の骨は中国からアメリカに移送する計画が真珠湾攻撃の影響で失敗し行方不明となったが、「不老長寿の薬として使われた」「皇居の地下室に保管されている」など多く説がある。

### 就職活動
個性的な回答で面接に合格・不合格
- サッポロビールの面接試験で、質問に対し無言で何も答えない学生に、面接担当者が「なぜずっと黙っているのか？」と聞くと学生は一言、「男は黙ってサッポロビール」（三船敏郎出演の同社CMの決めゼリフ）。この回答で彼は内定を得た、というもの。この話を聞いた他の学生が同じことをしたが、「オリジナリティのない人間は不必要」と不採用になった、と続く場合も。
  - 河合塾の講師である川本和彦が、著書にこのエピソードを載せていたこともあり、長い間実話とされていた。

- 製菓会社の面接で「当社のCMソングを歌って下さい」と言われた学生が「チョッコレート、チョッコレート、チョコレートは…」とまで歌ってしまった。彼が受けていた企業は森永製菓で、その学生は不合格となった、というもの。彼が歌ったのは明治製菓のCMソング『明治チョコレート・テーマ』だが、無理矢理「チョコレートは森永」と歌い切り、合格になるという派生もある。
- 日産自動車の面接で「GNPとは?」と聞かれた学生が緊張のため答えられず、苦し紛れに「頑張れ・日産・パルサーです」と答えた。てっきり不合格だと思っていたら、後日内定通知が届いた、というもの。
- 面接担当者から「家業は何ですか」と聞かれた時、緊張の余り「か行」と間違え、「かきくけこ！」と言ってしまったというもの。
  - タモリがこの話をテレビ朝日「ミュージックステーション」の公式YouTubeチャンネルにおいて、ある大会社に受かった人物の話として紹介している。タモリによるとこの人物は緊張の余り部屋から退出する際にもドアにノックしたとのこと。

- 航空会社の入社試験を受けた学生が「キーン」と言いながら両腕を広げ、旅客機の真似をしながら面接会場に入室した。「着陸許可を願います！」と言う学生に面接担当者曰く「そのまま旋回しなさい」。やむなく彼は、両腕を広げたまま引き返し退室した、というもの。

内定辞退の報復
- 複数の内定を得て、その中の一社に断りに出向いた学生を、企業の担当者が「まあ最後に食事でも」とレストランに誘う。注文された品が配膳されると、担当者は突然料理（コーヒーの場合も）を、学生の頭から浴びせかけ罵倒し「クリーニング代だ！」と、いくばくかの紙幣を投げつけた、というもの。怒った学生が担当者を殴り倒し、クリーニング代として渡された現金を「治療代だ」と突き返す、と続くパターンも存在する。
  - 2013年に放送されたテレビドラマ『相棒 Season12』の第5話「エントリーシート」では、この都市伝説によく似た場面が登場する。

### 試験
カレーで合格
難問に手も足も出ない学生が、やけくそでカレーライスの作り方を書いたところなぜか試験に受かった。 しかし次の年に真似をした学生はあえなく不合格になったので理由を教授に尋ねたところ「ジャガイモが入っていなかったから」という返答が返ってきた、というもの。
東邦大学非常勤講師（当時）の岩倉千春は、チーズケーキの作り方を途中まで書いた答案を実際に採点したことがあるという。
漫画『動物のお医者さん』（単行本5巻71 - 72P）や喬林知の『まるマシリーズ』にも、答えが分からない時やレポートの枚数をかせぐための埋め草の例として登場する。剣道の段位審査の学科試験でも同様のうわさがある。
2008年度慶應義塾中学普通部入学試験の理科では、実際にカレーの作り方を問う問題が出題された。この問題には、身近な植物への観察眼と探求心を図るという真面目な意図であるという。
2009年7月27日には、都城工業高等専門学校にて哲学と社会学を担当する男性教授が、カレーの作り方のまとめで哲学の単位を認定していたことが発覚した。同教諭は無届け兼業という別件が理由で戒告処分された。
私は誰でしょう？
試験時間終了後も延々と解答を続けていた学生に対し、監督官は時間切れで失格を言い渡す。慌てる様子も無く学生は聞いた。「ところであなたは僕のことを知ってますか?」。怒った監督官は「お前なんか知るものか！」と答える。学生は「ならば」と他の答案の中に自分の答案を混ぜ込み立ち去った、というもの。
『ユダヤ・ジョーク集』には、アイゼンハワーを怒らせた二等兵が、同様のやり取りの末に助かったという小編がある。

## 企業・商品・サービス

### レジャー
○○（公園などのデートスポット）に恋人同士で行くと離別する
著名なのは、東京の井の頭公園のボートに恋人同士で乗ると離別するというもの。都内の石神井公園、名古屋の東山公園、京都の嵐山など、井の頭公園以外のボートにも全国的に類例が見られる。
心理学的な背景としては、ボートの構造上、多くの場合は男性が漕ぎ手となる一方、女性は座っているだけとなり、吊り橋効果において重要な「ともに体験する」点が抜け落ちる形となること、ボート上は外界と遮断された状態であり、付き合い始めのカップルの場合は会話が弾みにくいこと、また、ボートを漕ぐ作業は慣れていないと難しく、オールを上手く扱えず意図した方向へ進めなかったり、船が無様に回転してしまい雰囲気を悪くしてしまうことなどが挙げられる。
なお、井の頭公園の伝説では「池に祀られている弁才天が嫉妬深い女神であるためカップルを別れさせる」などとされている。
「東京ディズニーランドの都市伝説の一覧#カップルで行くと別れる」も参照。
ディズニーの都市伝説

ミッキーマウスは世界で一人だけ
ミッキーマウスは世界中の施設でつねに一人しかいないようになっていると語られる。

### 企業・商品
「ラッキーストライク」は原爆投下を記念して誕生
ラッキーストライクは原爆投下を記念して誕生したというもの。他にも「日の丸を元にデザインされた」など多数の流説がある。
実際は戦前から生産されており、19世紀にアメリカ西部で金鉱を掘り当てた男性が叫んだ言葉が商品名の元。またデザインは「道に落ちている空き箱が宣伝になるくらいに目立ち、かつ分かりやすいデザイン」を目指したもので、日の丸とは関連がない。
かに道楽の人力看板
道頓堀のかに道楽の動く巨大なカニの看板は、中で人が自転車を漕いで動かしている、というもので時給制で時給750円、カニを巧く動かせると1,200円にまで上がると言われていた。
武富士ダンサーズ
1990年代から放映されていた消費者金融「武富士」のテレビCMにまつわる話で、CMで踊っているダンサー（武富士ダンサーズ）は全て顔を出していないため「借金を返せない人たちが集められて見せしめのために踊らされている」というもの。これは元々吉本興業所属のお笑いコンビ・ハリガネロックが作ったネタであったが、知らないうちにハリガネロックが作ったネタの部分が削除され都市伝説として広まった。
怪談「黒猫」
真夜中の運転中、飛び出してきた黒猫を轢いてしまう。怖くなってそのまま逃げるが、後ろから子猫を銜えた黒猫が追いかけてくる。どんなにスピードを出しても追いかけてくる。そしてとうとう追いつかれようとした瞬間、ふと目をやるとそれはヤマト運輸のトラックであり、黒猫はヤマト運輸のロゴであった、というもの。

### 食品・飲料
コカ・コーラに関する都市伝説
民間伝承（フォークロア）と引っかけて、諧謔的に「コークロア」と呼ばれる。「歯や骨が溶ける」や中毒性など健康への悪影響を示唆するものや異物の混入など。
マクドナルド

ミミズバーガー
ハンバーガーの肉に、ミミズ（あるいはネコ・ネズミなど）が使われている、という話。
改造ブロイラー
ある大手フライドチキンチェーンはモモ肉を効率よく得るために、鶏をバイオテクノロジーで3 - 4本足に改良している、というもの。それに気付いた店員などが口外しないよう口止め料をもらった、と続く場合もある。この異形の鶏の目撃談が語られる場合「従来のブロイラーは過度の薬物投与や品種改良などで体重が個体の限界に達しており、それを改善するために3 - 4本足の鶏が作られた」という解説が付け加えられる例もある。この話は荒俣宏のシム・フースイでも使われた。
また、「遺伝子操作された羽のない生物が使われている」という都市伝説もある。
名古屋におけるエビフライに関する都市伝説

### 味の素に関する都市伝説
味の素の原料
味の素は毛髪が原料で、製造会社が理髪店から仕入れている、というもの。毛髪はインド女性のものを輸入しているというバージョンもある。
DORENPUの豆本キーホルダー「雑学の本（編集・イラスト/永野めぐみ）」中の「いろんなもの編（美容院で切られた髪はどこへゆく？）」には「髪に含まれるアミノ酸を利用すると調味料になる」、「日本も物不足の戦中・戦後に毛屑から代用醤油製造」の記述がある（「ニューヘアー」1982年9月号にも同様の記述あり）。製法は、毛屑を10%の塩酸の中に入れて24時間ほど煮沸した後に濾過し苛性ソーダで中和させる、とある。
中国では実際にこの製法で醤油が作られ人毛醤油などと呼ばれており、政府により再三生産禁止命令が出されている。しかし、依然として各地で毛髪醤油が密造され、低級醤油として販売されているという（2005年10月。沈陽市の新聞「沈陽今報」記事より）。
味の素は化学合成製品であり、実際に原料として石油由来成分を使用していた時期がある。当初は小麦粉を原料としたがのちに大豆、石油が用いられるようになり、1970年代から1980年頃にかけてサトウキビによる発酵技術を確立させ、1970年代以降はサトウキビを原料としている。1970年代には消費者団体が「味の素は石油合成」と問題視したため、同社では1980年代以降「サトウキビから味の素」というCMを盛んに流していた。
2000年にはイスラム教国であるインドネシアで、原料に豚肉の成分が使われているという噂が広がり、イスラム法の戒律（ハラール）に則り、現地法人の社長が逮捕される騒動となった（後に釈放）。

味の素の瓶の蓋の穴
「味の素は消費・売上促進のため瓶の蓋の穴を大きくした」と、企業における柔軟な発想の転換の重要性を表す例として語られることがあるが、公式に否定されている。
ソニータイマー
ソニー製品は保証期間（通常は1年）を過ぎると間もなく壊れてしまうとされる噂で、「ソニーはその高い技術力を使い、製品の保証期間が過ぎるとすぐ故障が起こるよう、精密に製品寿命をコントロールし信じ、漫画の笑いのネタにしたり、電子掲示板に書かれたりしている。イギリスの『Telegraph』誌は、この「ソニータイマー」説は、同社を20年間にわたって悩ませ続けていると報じている。
猫レンジ
アメリカで、濡れた猫を電子レンジで乾かそうとして死なせてしまった人物が、「取扱説明書に『ペットを乾かすために使ってはいけない』と明記しなかったメーカーの責任」と裁判を起こし勝訴して莫大な賠償金を得た、というもの。
「訴訟大国アメリカ」を揶揄する際によく使われるが、日本弁護士連合会・消費者問題副委員長がアメリカ法曹協会に照会したところ「そのような判例は聞いたことがない」との回答を得た。なお、アメリカではそもそもこのような注意書きは存在しない。
日本国内で製造物責任法（PL法）の施行を受け、マニュアルの書き方を啓蒙する企業・法人向けのセミナーで「このような場合を想定する必要もある」という一例として創作された話が起源だと判明している。
この話は『焼きたて!!ジャぱん』、『さよなら絶望先生』でも用いられた。
実際に起きた出来事としては、2007年12月にカナダで強盗に入った13-15歳の少年が猫を電子レンジに入れて殺害したという事件、2014年にイギリスで飼っていた猫のイタズラに対するお仕置きで飼い主の女性が電子レンジに入れて殺害した事件、また2011年3月にはカリフォルニア州でてんかんを患っていた34歳の母親が生後2か月の娘を電子レンジで加熱して殺害した事件がある。
クローン携帯
携帯電話機には、正規品と全く同じ識別情報を持つ違法端末があり、その使用料金は正規端末の所有者に請求される、というもの。
緊急通報を行うと携帯端末が充電される
携帯端末BlackBerryのローバッテリーで使えなくなった後も緊急通報なら行えることに起因する都市伝説。

## 放送・メディア・芸能
サーカスに関する都市伝説
「サーカスは人さらい」「サーカス芸人はさらわれたり買われたりした子供」「身体を柔らかくするために酢を飲まされる」といったもの。子供が誘拐に遭わないよう親が叱って脅すときにも用いられた。

赤い部屋（インターネット）

### テレビ・CM
砂嵐
アナログテレビ放送では、放送終了後のチャンネルや空チャンネルに合わせたとき、あるいは電波を受信できないときなどに、スノーノイズ画面が表示された。これは俗に「砂嵐」と呼ばれ、いろいろな噂があった。
- ずっと眺めていると人の顔など、何かが浮かんでくる。
- ずっと眺めていると発狂する、もしくは死ぬ。
- NHK未契約者のリストが流れている。
- 砂嵐の音が赤ん坊の子守歌代わりになる。なお、スノーノイズ発生時の音が胎内から聞こえる母親の血流の音に似ているため、実際に赤ん坊の子守歌代わりになるという研究もある。
- ごみ処理施設の映像をバックにした「NNN臨時放送」なるテロップの後、複数（数十人）の人名が表示され、最後に「明日（「今日」のパターンもある）の犠牲者は以上です、おやすみなさい。」と表示され終了する。すると表示されていたものと同じ名前が、翌朝の新聞のお悔やみ欄に掲載されている。

1990年代以降、非常事態に備えて放送電波はほぼ24時間発信されるようになり、代わりに放送時間外はカラーバーを表示する事が増えたため、空チャンネルを除きスノーノイズが流れることはほとんど無くなった。またテレビ受像機も、搬送波が受信できなくなった場合は、強制的にブルーバックに切り替わる機能を備えているものもあった。
2012年3月31日までに日本の地上波テレビ放送はアナログ放送から地上デジタル放送に完全移行した。地上デジタル放送で停波した場合は画面が黒くなり、「電波を受信できません」のエラーメッセージが出るのみで、スノーノイズは完全に無くなった。
電動こけし
NHKの人気番組『連想ゲーム』で、キャプテンが出した「電動」というヒントに対し、ある女優が「こけし」と即答したというものだが、実際は「電動」ではなく「伝統」とのこと。
残されたぬいぐるみ
1970年代の幼児番組『ロンパールーム』で、下品な発言をした幼児が退出させられ、代わりに熊の縫いぐるみが置かれていた、というもの。ただし大筋においては事実と司会者(うつみ宮土理)が証言している。
悪魔の唄
1985年に放映されたCMのBGM（ジェーン&バートン「イッツ・ア・ファイン・デイ」）が「悪魔の唄」であり、CMを見ると「たたりがある」、というもの。岡山県での伝播が確認されている。

## 著名人
カメラマンの変死
岡田有希子が飛び降り自殺をした際、たまたま現場に居合わせ写真を撮ったカメラマンが後日に変死したというもの。飛び降り自殺の直後は当事者が誰なのか不明だったため「岡田ではなく女性マネージャーが自殺した」との未確認情報（デマ）も流れた。写真を撮ったのはスポーツ報知の細貝武記者で、2017年に膵臓ガンで没している。
幽霊の出現
歌番組『夜のヒットスタジオ』で中森明菜が「ジプシー・クイーン」を歌っている最中、バックに岡田有希子の幽霊が出たという噂。
『東京フレンドパーク』のズラクラッシュ事件
『東京フレンドパーク』で神田正輝がアトラクション「ウォールクラッシュ」に挑んだが、ジャンプ後に壁面にカツラが引っ掛かり外れてしまった。このためスタッフは観客全員に緘口令を敷き、観客を入れ替えて収録し直した、というもの。
1999年頃からチェーンメールでこの噂が流れ（証拠写真と称されるものが添付された例も）、さらに『ダウンタウンのガキの使いやあらへんで!!』のフリートークに取り上げられたことで一躍広がった。その後、神田が所属する石原プロモーションが「本人はこれまで同番組に出演したことはない」とコメントしている。
AKB48のコンセプト
AKB48のオーディションに起因する都市伝説。オーディションではビジュアルや歌唱力より審査員の「絶対入れたい」との推薦が優先されているため、「クラスで1番ではない子を集めた」「クラスで2番目（以下）に可愛い女の子」がAKB48のコンセプトであると捉えられているというもの。

### 死亡説
- ポール・マッカートニー[101]
- 志村けん[102]
- チョー[103]

## ジョーク的な都市伝説
死んだカブトムシの電池を入れ替えようとした子供がいた
1980年代から語られ、実際の生物に触れる機会が少ない子供が増えたことを憂慮・揶揄する場面で用いられた。
バリエーションとして「魚の切り身が海中を泳いでいると思っている子供がいた」というものがあり、こちらは1970年代から用いられていた。ちなみに、爆笑問題の田中裕二は、10歳頃まで鮭とその切り身は別の生き物だと思っていた。
偽プードル
英国のタブロイド紙「ザ・サン」（2007年4月26日号）が、「日本で何千人もの人々が、プードルと偽って毛を刈りこんだヒツジを買わされていた」、と報じたというもの。
川上麻衣子がテレビ番組で「そういう噂を聞いた」と語った話が「彼女の友人が被害に遭った」、さらに「彼女自身が被害者」と変化した。
この「プードルそっくりに毛を刈り込んだ羊」話は、作家の八木啓代が実際にメキシコで見た話として、エッセイに収録している。
裸でスキー
スキーの最中に尿意をもよおした女性が、近くにトイレがなかったので仕方なく繁みに隠れズボンを下ろし用を足そうとし始めたとたん、バランスを崩して滑り出してしまい、そのままの姿でゲレンデを滑走した、というもの。

### 意図的なジョークや創作物が都市伝説化したもの
巨大建築物が巨大ロボットに変身する
筑波大学校舎が巨大ロボットに変身するというもの。
バリエーションとして、東京都庁舎が巨大ロボットに変身するというものがある。文京区役所（文京シビックセンター）なども同様のジョークの対象とされる。
鮫島事件
真実を知った者は恐ろしい目に遭うとされる。『牛の首』の2ちゃんねるバージョン。

## 性に関する都市伝説
赤ちゃん列車
大学の既婚者寮のうち一つだけ、入居者の出産率が異様に高いものがあった。調査の結果、寮のすぐ側に線路がある→始発列車の音で入居者夫婦達が起きる→「再び寝るには遅すぎる、起きるには早すぎる」時刻→夫婦達は子作りに励む、というオチがつく。
サプライズ・パーティ
今日が自分の誕生日であることに誰も気づいてくれない男が、やけになって自室に不倫相手ないし売春婦を呼ぶ。いざ性行為に及ぼうと全裸になった瞬間、部屋のドアが開いて「ハッピー・バースデー」の大合唱が…友人達は彼を驚かそうと内緒で誕生パーティを企画していたのだ、というもの。
『世にも奇妙な物語』内で放映された「8時50分」にはサプライズパーティーで人が隠れていたために犯罪が発覚する話が、また山口雅也の短編集『ミステリーズ』（1994年）にも同様のミステリーが収録されている。
I am AIDS.
ある男性が国外に赴く前に友人から「国外では男もゲイに狙われ危険。もし襲われたら『I am AIDS（俺はエイズだ）』と叫べ」と聞かされた。そして到着後、本当に襲われてしまった彼は、友人の助言を思い出し件のセリフを叫んだところ、犯人曰く「Me too（俺もだ）」。
エイズ・メアリー/エイズ・ハリー
行きずりの異性と一夜を共にした翌朝、相手は姿を消し「エイズの世界へようこそ」というメッセージが残されていた、というもの。